# Bobby-Gaye Wilkins
Bobby-Gaye Wilkins, née le 10 septembre 1988 dans la paroisse de Manchester est une athlète jamaïcaine spécialiste du 400 mètres.
Sélectionnée pour les Jeux olympiques de Pékin grâce à son temps de 50 s 87 établi à Kingston en début d'année 2008, Bobby-Gaye Wilkins participe aux séries du relais 4 × 400 mètres et permet à l'équipe de Jamaïque d'accéder à la finale. Elle est remplacée par Rosemarie Whyte lors de l'ultime course mais reçoit néanmoins la médaille de bronze au titre de sa participation aux séries. En début de saison 2010, elle remporte la médaille de bronze du relais 4 × 400 m lors des Championnats du monde en salle de Doha en compagnie de Clora Williams, Davita Prendagast et Novlene Williams-Mills. L'équipe de Jamaïque, qui établit un nouveau record national en 3 min 28 s 49, s'incline face aux États-Unis et à la Russie. 
Contrôlée positive lors de cette compétition, Bobby-Gaye Wilkins est suspendue deux ans par la Fédération jamaïcaine d'athlétisme (JAAA) à compter du 9 avril 2010. Le relais jamaïcain est par conséquent déchu de sa médaille de bronze au profit de la République tchèque, arrivée quatrième de la course. 